# Взломать блогеров
«Взлома́ть блогеров» — российская фантастическая кинокомедия режиссёра Максима Свешникова.
Весь фильм зрителю демонстрируется захват рабочего стола компьютера. Актёры сняты на веб-камеры и появляются только в окнах программы Skype и браузеров.
После выхода на экраны фильм получил крайне низкие оценки критиков. Фильм также вызвал скандал, связанный с обвинениями создателей в нецелевом использовании бюджета, предоставленного им государством.

## Сюжет
Саша Спилберг — видеоблогер. Она хочет записать видео для своего видеоблога, посвящённое 4 млн подписчиков, и ради этого отказывается сняться с Ивангаем и Марьяной в их видео. Друзья записывают видео без Саши, с участием «дублёра» в виде секс-куклы, насмехаясь над ней, и показывают героине. Обиженная Саша хочет взломать компьютеры друзей и находит ролик «Как взломать чужой комп», но успевает посмотреть только рекламу перед ним.
В этот момент Саша получает по электронной почте письмо, якобы от Ивангая и якобы с полной версией оскорбительного видео. Но при попытке открыть файл героиня запускает на своём компьютере вирус, который выглядит как атака маленьких анимированных человечков. Вирус открывает всем доступ к аккаунтам героини. Её друзья находят сайт, с которого был прислан вирус, и скачивают оттуда антивирус, который создаёт на рабочем столе компьютера ещё одного человечка — Универсального Помощника. Он предлагает Саше пройти тест, который превращает саму героиню в аналогичного человечка, существующего только на рабочем столе. Та же участь происходит и с её друзьями. Героев теперь нельзя увидеть и услышать через веб-камеры.
Выясняется, что блогеров взломал злодей по кличке Смайлик, которого в детстве не пускали за компьютер. Он нашёл способ оцифровать себя и теперь живёт во всемирной паутине. Но ему одиноко и не хватает друзей. Используя аккаунты блогеров, у которых много подписчиков, он рассчитывает разослать вирус тысячам людей и оцифровать их.
Герои запускают игру World of Tanks и отправляются на виртуальном танке воевать со Смайликом. Однако он за считанные секунды уничтожает танк. Несмотря на то, что её нельзя увидеть и услышать, Саша связывается со специалистом по компьютерам, который советует ей заDDOSить вирус. Хотя героиня ранее лишилась доступа к своим аккаунтам и веб-камере, она каким-то образом публикует обращение к своим подписчикам и просит добавлять Смайлика в друзья Вконтакте.
В финале Смайлик пытается убить Сашу с помощью аркадной игры. Но подписчики Саши, добавляясь к нему в друзья Вконтакте, спасают героиню и уничтожают вирус. Благодаря тому, что вирус зависает, герои могут снова вернуться в реальность. Специалист по компьютерам дарит героине антивирус Касперского, и она снимается в совместном ролике с друзьями.

## В ролях
- Саша Спилберг — в роли самой себя
- Ивангай — в роли самого себя
- Марьяна Ро — в роли самой себя
- Ян Гордиенко — в роли самого себя
- Карина Каспарянц
- Юлия Пушман

## Производство
27 марта 2015 года на питчинге в МИА «Россия сегодня» компания ООО «ТаББак», основателем которой является Тимур Бекмамбетов, сообщила о намерении создать молодёжное кино и представила проект «Волшебник ОС». Фильм был заявлен как экранизация современной версии Фрэнка Баума «Удивительный волшебник из страны Оз». Проект, по словам заявителя, стал «жанровым дебютом Максима Свешникова» и был предложен на основе положительной реакции на международный проект Бекмамбетова «Убрать из друзей». Размер запрашиваемого производственного бюджета, заявленного к государственному финансированию, составил 35 миллионов рублей. По итогам питчинга «Волшебник ОС» вошёл в список фильмов, поддерживаемых полностью на безвозмездной основе.
Изначально, на этапе разработки фильма, на главные роли рассматривали российских блогеров Рому Желудя и Соню Есьман. Однако спустя пару лет, когда начались съемки, на главную роль в итоге утвердили Ивангая и Марьяну Ро.
В конечном итоге фильм вышел в ограниченный прокат в октябре 2016 года уже под названием «Взломать блогеров» и без каких-либо сюжетных отсылок к произведениям Фрэнка Баума. После неудачного кинопроката «Базелевс» выпустила фильм на цифровых платформах. К концу года общие сборы картины составили 7 179 040 рублей.
В интервью у Юрия Дудя Тимур Бекмамбетов сказал, что фильм в прокат и на цифровых платформах не выходил.

## Отзывы и оценки
Фильм был крайне негативно встречен как зрителями, так и кинокритиками. На сайте «КиноПоиск» фильм имеет самый низкий рейтинг из всех фильмов. В студии «Базелевс» заявили, что оценку фильму на «КиноПоиске» обрушили «хейтеры», посмотревшие фильм на пиратских сайтах, а основная аудитория фильма — дети 6-12 лет — «КиноПоиском» не пользуется. Борис Иванов на Film.ru, поставив фильму 4 балла из 10, посчитал, что «потенциал сюжета картина совершенно не использовала, а вместо полутора часов в компании любимых блогеров ребята получили около часа простейшей компьютерной анимации и тонну не скрытой, а самой что ни на есть открытой рекламы». А Шура Ломова c Kinoafisha.ru посчитала, что «ни до полноценной комедии, ни до стоящей анимации это зрелище всё-таки не дотягивает». Известный блогер-кинокритик Евгений Баженов (BadComedian) в интервью на телеканале «Дождь» заявил, что при бюджете в 35 миллионов рублей фильм выглядел на 100 тысяч, и что сам он такую же анимацию создал за 2 тысячи рублей.
Министр культуры РФ Владимир Мединский раскритиковал фильм и поручил провести проверку целесообразности финансирования фильма. В январе 2017 года исполнительный директор Фонда кино Антон Малышев, комментируя ситуацию с фильмом, отметил: «Эксперимент очевидно неудачный. Думаю, что эксперты при принятии решения о дальнейшей поддержке проектов студии Тимура Бекмамбетова будут это иметь в виду». Одним из обстоятельств, на которые обратили внимание, стало то, что блогеры, исполнившие главные роли, сотрудничают с компанией Z Agency, принадлежащей Тимуру Бекмамбетову и Александру Балковскому, отцу Саши Спилберг, которая играет одну из главных ролей в фильме.
По словам режиссёра Романа Каримова, фильм провалился из-за сложностей в производственном процессе, в частности, из-за того, что с блогерами Ивангаем и Марьяной Ро было отснято мало материала, а затем они уехали в США и оборвали контакты со съёмочной группой, и их отсутствие пришлось восполнить анимацией.